# Coeloides tsugatorus
Coeloides tsugatorus är en stekelart som beskrevs av Mason 1978. Coeloides tsugatorus ingår i släktet Coeloides och familjen bracksteklar. Inga underarter finns listade i Catalogue of Life.